# 麥康伯 (明尼蘇達州)
麥康伯（英語：McComber）是位於美國明尼蘇達州聖路易斯縣伊格爾斯內斯特鎮區的一個非建制地區。

## 地理
麥康伯所處的海拔為高於海平面448米（即1470英呎），而該地所採用的時區為UTC-6，即北美中部時區（CST）。同時該地設有夏令時間，為UTC-6調快一小時，即UTC-5（CDT）。